# مهندسی ارزش
مهندسی ارزش (به انگلیسی: Value Engineering)، تلاشی است سازمان یافته که با هدف بررسی و تحلیل تمام فعالیت‌های یک طرح، (از زمان شکل‌گیری تفکر اولیه تا مرحله طراحی و اجرا و سپس راه اندازی و بهره‌برداری) انجام می‌شود و به عنوان یکی از کارآمدترین و مهم‌ترین روش‌های اقتصادی در عرصه فعالیت‌های مهندسی، شناخته شده‌است.
مهندسی ارزش یک فن نظام یافته در رویکرد ارزش (ارزش‌گرایی (به انگلیسی: VALUISM)) است و در چهارچوب مدیریت پروژه، ضمن اینکه به تمام اجزای طرح توجه می‌کند، هیچ بخشی از کار را قطعی و مسلم نمی‌داند. هدف مهندسی ارزش، زمان کمتر برای رسیدن به مرحله بهره‌برداری بدون افزودن بر هزینه‌ها یا کاستن از کیفیت کار است.

## تاریخچه
تحلیل ارزش به صورت یک روش فنی ویژه، در سال‌های پس از جنگ جهانی دوم صورت گرفت. کار طراحی و تدوین این روش به دستور هنری ارلیچر(Henry Erlicher) معاون فنی بخش خریدهای شرکت جنرال الکتریک آغاز شد. وی معتقد بود که برخی از مواد و مصالح و طرح‌های جایگزین، که به‌طور ضروری و به علت کمبودهای زمان جنگ به کار گرفته می‌شدند دارای عملکرد بهتر با هزینه کمتر هستند. به دستور او در داخل شرکت و به منظور ارتقای کارایی تولید از طریق تأمین مواد، مصالح و روش‌های جایگزین برای مواد و مصالح پرهزینه، کوشش همه‌جانبه‌ای به عمل آمد. در سال ۱۹۴۷ این وظیفه برعهده لارنس مایلز (Lawrence D.Miles) مهندس ارشد شرکت جنرال الکتریک نهاده شد. مایلز در مورد روش‌ها و فنون موجود به پژوهش پرداخت و از برخی روش‌های مرسوم به صورت تلفیقی با روش مرحله به مرحله خویش برای تحلیل ارزش بهره گرفت. مایلز که مبتکر و بنیان‌گذار مهندسی ارزش به‌شمار می‌رود، یک روش رسمی را به اجرا درآورد که در جریان آن چندین گروه از کارکنان شرکت، عملکرد محصولات تولیدی شرکت جنرال الکتریک را بررسی می‌کردند. آنان به اتکای روش‌های خلاق گروهی و بدون افت کارایی محصول، تغییراتی در محصولات شرکت به وجود آوردند و هزینه‌های تولید را کاهش دادند. روش «تحلیل ارزش» به عنوان یک استاندارد در شرکت جنرال الکتریک پذیرفته شد و به تدریج شرکت‌های دیگر و برخی سازمان‌های دولتی نیز این روش جدید را به عنوان ابزاری برای کاستن از هزینه‌های خود به کار بستند. نتیجه این شدکه روش و تکنیک «مهندس ارزش» به وجودآمد

## برنامه کاری
برنامه کاری مهندسی ارزش ارایه‌ای از رویکردها وعملکرد لازم برای بدست آوردن جواب بهتر و مؤثرتر برای مسئله می‌باشد. برنامه مهندسی ارزش شامل شش فاز می‌باشد. البته به دلیل اینکه اگر نتایج یک مطالعه مهندسی ارزش اجرا نگردد، عملاً هیچ فایده‌ای نداشته‌است، بعضی افراد فاز اجرا را نیز جزو فازهای برنامه کاری می‌دانند.
1. فاز اطلاعات
2. فاز تحلیل کارکرد
3. فاز خلاقیت
4. فاز ارزیابی
5. فاز توسعه
6. فاز ارائه
7. فاز اجرا

## مهندسی ارزش روایت موفقیتها
با آنکه اغلب روش‌های به کار گرفته شده در آن روزها تازگی نداشت، بهره‌گیری از فلسفه نگرش عملکردی، کاری نو و بی بدیل بود. در سال ۱۹۵۴ دفتر کشتی‌سازی نیروی دریایی، در سال ۱۹۵۶ سپاه اردنانس ارتش و در سال ۱۹۶۱ نیروی هوایی آمریکا به دنبال کاربست تحلیل ارزش و نتیجه بخش واقع شدن این روش در کاهش هزینه‌ها، به امکانات و توانایی‌های بالقوه آن علاقه‌مند شدند. عنوانً تحلیل ارزشً در این مرحله و به منظور تأکید بر جنبه‌های مهندسی بهً مهندسی ارزشً تغییر یافت. در سال ۱۹۶۲ رابرت مک‌نامارا وزیر دفاع آمریکا، حیثیت و اعتبار خود را بر کار بست مهندسی ارزش متکی ساخت. مهندسی ارزش عنصر اصلی حرکت در جهت کاهش هزینه‌های دفاعی آمریکا شد. رابرت مک‌نامارا حرکتی بزرگ در طراحی و اجرای سیستم‌های برنامه‌ریزی متکی بر شبکه- review tehnique -pert program evaluation and (روش‌های فنی ارزشیابی و بازنگری برنامه) وcpm– critical path metod – (روش مسیر بحرانی) ایجاد کرد و دستور داد تا این روش‌ها در تمام برنامه‌ریزی‌ها و طراحی‌های وزارت دفاع استفاده شود. پیش از آغاز استفاده از مهندسی ارزش در آئین‌نامه تدارکات نیروهای مسلح آمریکا، کاربرد آن در عرصه ساختمان و کارهای اجرایی بسیار اندک و اتفاقی بود. سپاه مهندسی ارتش آمریکا درنخستین دهه کاربرد مهندسی ارزش حدود ۲۰۰ میلیون دلار صرفه جویی کرد، که بخش عمده این صرفه جویی نیز نتیجه ارزیابی دوباره پروژه‌های اصلی توسط خود این سپاه بوده‌است. در همان دوره بیش از ۲۲۰۰ پیمانکار برای کاستن از هزینه‌ها به کمک مهندسی ارزش، پیشنهادهایی ارائه کردند که از آن میان ۱۴۰۰ پیشنهاد پذیرفته شد و معادل ۷ میلیون دلار صرفه جویی گردید.
صنعت ساختمان تا سال ۱۹۷۲ به‌طور کلی، فقط تا حدودی به مهندسی ارزش ابراز علاقه کرده بود. در سال ۱۹۷۲ دوازدهمین کنفرانس سالانهً انجمن آمریکایی مهندسان ارزشً (Sive) بر کاربست تحلیل ارزش در صنعت ساختمان تأکید کرد. در سیزدهمین کنفرانس که در شیکاگو برگزار شد، بیش از نیمی از حاضران را معماران، مهندسان و پیمانکاران تشکیل می‌دادند. انجمن زمین‌شناسی آمریکا در مارس ۱۹۷۲، اعلام کرد که شرایط مربوط به مهندسی ارزش در اغلب قراردادهای معماری، مهندسی و مدیریت اجرا، گنجانده شده‌است. در سال ۱۹۷۴ به دعوت انجمن زمین‌شناسی آمریکاً شورای سراسری مدیریت ارزشً به منظور توسعه و هماهنگ‌سازی کوشش‌های مربوط به مهندسی ارزش، تأسیس شد. چهاردهمین اجلاسً انجمن آمریکایی مهندسان ارزشً که در سال ۱۹۷۳ به تشریح دستاوردهای مهندسی ارزش پرداخت، مشخص نمود که به ازای هر یک دلار سرمایه‌گذاری برای اجرای مهندسی ارزش چیزی حدود ۵۳/۴ دلار صرفه جویی در هزینه‌های اجرایی بدست آمده‌است، به نحوی که از زمان کاربست مهندسی ارزش در آمریکا تا سال ۱۹۷۳ معادل ۸/۱ میلیارد دلار صرفه جویی شده‌است. این صرفه جویی تا سال ۱۹۸۹ به بیش از ۳/۴ میلیارد دلار افزایش یافته‌است. بازده مهندسی ارزش از سال ۱۹۷۳ تا سال ۱۹۹۵ برای هر یک دلار هزینه سرمایه‌گذاری شده، مبلغی حدود ۱۵ تا ۳۰ دلار بوده‌است.

## اجرای مهندسی ارزش
آنچه از تجربیات اجرای مهندسی ارزش تاکنون حاصل شده‌است، کشف و تدوین برخی مفاهیم و اصول بنیادی است که اساس رشد و تکامل روش‌های مهندسی ارزش قرار گرفته‌است. این اصول بنیادی عبارتند از:
1. بهره‌گیری از کارشناسان چند تخصصی برای اعمال تغییرات
2. تکمیل تدریجی تغییرات از طریق مطالعه و بررسی عینی کار
3. بهره‌گیری از یک منطق اساسی برای طرح پرسش‌ها
4. برنامه‌ریزی انجام کار.

در طی چندین سال، روش‌های فنی مهندسی ارزش همانند عرصه‌های کاربست آن، گسترش پیدا کرد. امروزه تحلیل یا مهندسی ارزش، رشته‌ای شناخته شده برای ارتقای ارزش تولیدات یا خدمات به‌شمار می‌رود. مهندسی ارزش، تلاشی است سازمان یافته که با هدف بررسی و تحلیل تمام فعالیت‌های یک طرح، از زمان شکل‌گیری تفکر اولیه تا مرحله طراحی و اجرا و سپس راه اندازی و بهره‌برداری انجام می‌شود و به عنوان یکی از کارآمدترین و مهم‌ترین روش‌های اقتصادی در عرصه فعالیت‌های مهندسی، شناخته شده‌است.
مهندسی ارزش در چهارچوب مدیریت پروژه، ضمن اینکه به تمام اجزای طرح توجه می‌کند، هیچ بخشی از کار را قطعی و مسلم نمی‌داند. هدف مهندسی ارزش، زمان کمتر برای رسیدن به مرحله بهره‌برداری بدون افزودن بر هزینه‌ها یا کاستن از کیفیت کار است. افزایش پیوسته هزینه‌های اجرایی و توسعه روزافزون فناوری، حذف آن بخش از هزینه‌ها را که نقشی در ارتقای کیفیت ندارند و از لحاظ اجرایی نیز غیرضروری می‌باشند، الزامی ساخته‌است. کاربست مهندسی ارزش در پروژه‌های اجرایی با توجه به پیچیدگی کارها به ویژه در طرح‌های بزرگ اجرایی، می‌تواند به ابزار بی چون و چرای مدیریت در کنترل هزینه‌ها تبدیل شود. هدف این روش، از میان برداشتن یا اصلاح هر چیزی است که موجب تحمیل هزینه‌های غیرضروری می‌شود، بدون آنکه آسیبی به کارکردهای اصلی و اساسی طرح وارد آید.
مهندسی ارزش، مجموعه‌ای متشکل از چندین روش فنی است که با بازنگری و تحلیل اجزای کار، قادر خواهد بود، اجرای کامل طرح را با کمترین هزینه و زمان تحقق بخشد. هزینه طرح در این مقوله نه فقط هزینه‌های طراحی و اجرا بلکه هزینه‌های مالکیت شامل بهره‌برداری، تعمیر و نگهداری و هزینه‌های مصرف در سراسر دوره عمر مفید طرح را نیز شامل می‌شود. روش‌های مهندسی ارزش می‌تواند موجب اصلاح و ارتقای کیفیت فرایندهای تولید صنعتی و انجام طراحی‌های جدید در هر مرحله از یک پروژه اجرایی گردد. برخلاف آنچه که در صنایع تولیدی مرسوم است و می‌توان یک روش اصلاحی را همواره در مراحل بعدی تولید یک محصول خاص نیز اجرا کرد، در پروژه‌های ساختمانی که هر سازه دارای شرایط ویژه‌ای است، حدود کاربست یک روش اصلاحی مهندسی ارزش، محدود به همان پروژه است گذشته از این، امکانات صرفه جویی در هزینه‌های یک پروژه اجرایی نیز در مراحل مختلف آن تفاوت‌های بسیار پیدا می‌کند. با آنکه روش مهندسی ارزش را می‌توان در تمام مراحل یک پروژه اجرایی به کاربست، بیشترین مزایای آن زمانی حاصل می‌شود که در نخستین مراحل برنامه‌ریزی و طراحی به کار گرفته شود. نوآوری و جنبه‌های کاربردی مهندسی ارزش، این روش را از روش‌های سنتی و متعارف کاهش هزینه‌ها، متمایز می‌گرداند. روش‌های سنتی کاهش هزینه‌ها، عموماً از تجربیات گذشته، نگرش‌ها و عاداتی که جنبه تکرار به خود گرفته‌است، تبعیت می‌کند و اثری از خلاقیت در آن‌ها دیده نمی‌شود. مهندسی ارزش برعکس، گردآوری اطلاعات، شناسایی عرصه‌های مشکل دار، پیشنهاد و تدوین روش‌ها و طرح‌های ابتکاری، پرورش اندیشه‌های نو و تدقیق همه‌جانبه دیدگاه‌هایی را که قرار است توصیه شود، مطرح می‌سازد.
فرایند مهندسی ارزش، فرایندی منطقی و ساختار یافته‌است که در آن از یک گروه کارشناس چند تخصصی برای هدف‌های زیر استفاده می‌شود:
1. انتخاب پروژه یا محصول مناسب برای تحلیل با توجه به زمان صرف شده برای مطالعه.
2. مشخص کردن و اندازه‌گیری کردن ارزش جاری یک پروژه و محصول یا اجزای تشکیل دهنده آن با توجه به عملکردهایی که نیازها، هدف‌ها و خواستهای یک پروژه را برآورد می‌سازد.
3. تدوین و ارزیابی گزینه‌های جدید برای تخمین یا ارتقای کیفیت بخش‌های وابسته با هزینه کمتر.
4. انطباق گزینه جدید با بهترین راه عملی کردن آن.

گروه مهندسی ارزش از طراحان، پیمانکاران، تحلیل گران ارزش و کارفرمای یک پروژه اجرایی تشکیل می‌شود. این گروه گرچه در کنار یکدیگر و در پروژه‌ای واحد کار نمی‌کنند اما از لحاظ موضوع به یکدیگر مربوط بوده و با زمینه‌های تخصصی مجموعه نیز آشنایی دارند. نقش گروه طراحی در کاربست موفقیت‌آمیز تحلیل ارزش، بسیار مهم است، زیرا بیشتر دست‌اندرکاران عرصه اجرایی به‌طور کامل به توانایی مهندسی ارزش پی نبرده‌اند و به بهره‌گیری عملی از روش‌های فنی این تحلیل نپرداخته‌اند. تحلیل گر ارزش باید راه‌های متعادل‌سازی گروه را دریابد و با آنان همفکری و همدلی کند تا اعضای مجموعه به تفکر مهندسی ارزش نزدیک شوند. تحلیل گر ارزش باید با فراهم آوردن فرصت لازم برای یکایک افراد مجموعه، امکان ارائه دیدگاه‌های آنان را میسر سازد تا افراد بدون نگرانی از اینکه ممکن است اظهار نظر آن‌ها چندان فنی و عملی نباشد، دیدگاه‌های خود را مطرح نمایند. گاهی بهترین و ارزان‌ترین راه‌حل‌ها از پیشنهادها و دیدگاه‌هایی که به نظر کم ارزش و سطحی می‌آیند، حاصل می‌شود. مهندسان مشاور در جریان طراحی و پس از ارائه طرح به سختی می‌پذیرند که ارزش داوری را که برای کار خود قایل اند ممکن است با روش‌های فنی و عملی که گروه تحلیل ارزش ارائه می‌دهد، ناسازگاری داشته باشد. حال آنکه مشاور و طراح هر چند که باید از بیشترین داده‌ها و آمار موجود در طراحی خود استفاده کنند باز ممکن است به دلایلی، دسترسی به کلیه اطلاعات مورد نیاز برای تهیه مناسب‌ترین طرح را نداشته باشند. گذشته از این، بیشترین اشکالات و نارسایی‌های طراحی در مرحله اجرا پیش می‌آید، در مرحله‌ای که بازشدن جنبه‌های مختلف کاری عوارض پنهان و ناشناخته کار را آشکار می‌سازد و شرایط جدیدی را به طرح تحمیل می‌نماید. مهندس مشاور باید ظرفیت سازگارپذیری روش‌هایی را که تحلیل ارزش ارائه می‌دهد با ارزش‌های داوری خود داشته باشد و تغییرات را به راحتی بپذیرد و تحمیل شرایط و ضرورتهای تحلیل ارزش را توهینی به مقام تخصصی خود تلقی ننماید. پیمانکاران، تقریباً همواره در حین اجرا با مسائل و مشکلات تازه‌ای روبرو می‌شوند که لزوم تغییرات در طراحی یا حتی بازنگری طراحی ضرورت می‌یابد با آنکه بیشترین موارد کاربست روش‌های فنی تحلیل ارزش، در مرحله اجرا انجام می‌شود، باید پذیرفت که موفقیت کامل این کار به توانایی پیمانکاران مجرب برای مشارکت در تحلیل ارزش بستگی دارد. یکی از مشکلات کنونی در عرصه اجرایی، دوگانگی بین طراحی و اجرا است. به رسمیت شناختن توانایی‌های مدیر یا سرپرست کارگاه می‌تواند کاربست روش‌های تحلیل ارزش را تضمین نماید. کارفرما مهم‌ترین و اصلی‌ترین جنبه مشارکت کار را در حلقه تحلیل ارزش به عهده دارد. پشتیبانی فعالانه کارفرما، ضامن موفقیت و مؤثر واقع شدن کار است. کارفرما برای آنکه تمایل لازم را برای انجام این پشتیبانی پیدا کند، باید با مسئولیت‌های مجموعه تحلیل ارزش و حدود آن مسئولیت‌ها در چهارچوب ساختار حق‌الزحمه‌ای موافقت نامه طرح، آشنا باشد.
با توجه به اینکه بیش از ۵۰ درصد از کل بودجه برنامه‌ریزی شده بیشتر کشورها صرف کارهای اجرایی می‌شود، از این رو مجریان طرح‌ها و پروژه‌ها، متحمل هزینه‌های بس سنگینی می‌شوند. محدودیت‌های مالی و قیمت‌های اجرایی که هر روز افزایش می‌یابند، بازگشت ارزش کامل پولی را که کارفرما هزینه می‌نماید و باید به دور از هر گونه هزینه‌های غیرضروری باشد، به‌طورجدی مطرح ساخته‌است. مهندسی ارزش یکی از ابزارهای مؤثر برای دستیابی به اجرای طرح‌ها با کمترین هزینه، همراه با اطمینان بخشی طرح، سودمندی، قابلیت تعمیر و نگهداری و حفظ جنبه‌های زیبایی کار است. مهندسی ارزش چون موجب کاهش هزینه‌های اجرایی و صرفه جویی در هزینه‌ها می‌شود، از این رو کارفرمایان تمایل دارند تا با پرداخت حق‌الزحمه جداگانه‌ای به تحلیل گران ارزش، همواره از حضور و تداوم فعالیت گروه تحلیل گر ارزش در کنار خود، بهره‌مند باشند. کاربست مهندسی ارزش که در ابتدا از آمریکا آغاز شد با تأخیر به سایر کشورها نیز انتقال یافت. کشورهای اروپایی، ژاپن و هند بعد از آمریکا بیشترین استفاده را از امکانات بالقوه مهندسی ارزش بردند و با تلفیق روش‌های مهندسی ارزش در آمریکا با روش‌های رایج در کشورهای خود، به صرفه جویی‌های قابل توجه‌ای دست یافتند. امکانات بالقوه کاربست مهندسی ارزش در طرح‌های عمرانی، بیکران است. پیشگامان این روش، راه را علامت‌گذاری و مشخص کرده‌اند. کشور ما هنوز در ابتدای راه قرار دارد، کارهای بسیاری باید انجام شود تا بتوان گفت دست اندر کاران عرصه‌های اجرایی کشور ما نیز از فرصت‌هایی که توسط مهندسی ارزش در کاستن از هزینه طرح‌ها و پروژه‌ها فراهم می‌شود، بیشترین بهره و فایده را خواهند برد.